# Старокізганово
Старокізга́ново (рос. Старокизганово, башк. Иҫке Киҙгән) — присілок у складі Бураєвського району Башкортостану, Росія. Входить до складу Тазларовської сільської ради.
Населення — 157 осіб (2010; 215 у 2002).
Національний склад:
- башкири — 96 %